# EBSA-Snooker-Shoot-Out-Europameisterschaft
Die EBSA-Snooker-Shoot-Out-Europameisterschaft ist ein seit 2018 stattfindendes Snookerturnier in der Variante Snooker Shoot-Out, das vom europäischen Amateur-Snookerverband EBSA veranstaltet wird.

## Geschichte
Nachdem das Snooker Shoot-Out als Teil der Snooker Main Tour bereits seit 2011 ausgetragen wurde, veranstaltete die European Billiards and Snooker Association 2018 erstmals ein Turnier in dieser Variante; bei 16 Teilnehmern aus 16 verschiedenen Ländern konnte sich der Waliser Darren Morgan durchsetzen. Nach einer mehrjährigen Pause kehrte der Wettbewerb 2023 wieder zurück. In einem knappen Finale gewann der Ukrainer Julian Bojko gegen Shachar Ruberg, im Folgejahr konnte er diesen Titel gegen Craig Steadman verteidigen.

## Die Turniere im Überblick
| Jahr        | Austragungsort    | Europameister     | Ergebnis          | Finalist          | Halbfinalisten 1  |
| ----------- | ----------------- | ----------------- | ----------------- | ----------------- | ----------------- |
| 2018        | Bukarest          | Darren Morgan     | 81:22             | Tom Zimmermann    | Darren Ellis      |
| 2018        | Bukarest          | Darren Morgan     | 81:22             | Tom Zimmermann    | Michał Ebert      |
| 2019 – 2022 | nicht ausgetragen | nicht ausgetragen | nicht ausgetragen | nicht ausgetragen | nicht ausgetragen |
| 2023        | Albena            | Julian Bojko      | 44:33             | Shachar Ruberg    | Eden Sharav       |
| 2023        | Albena            | Julian Bojko      | 44:33             | Shachar Ruberg    | Marcin Nitschke   |
| 2024        | Albufeira         | Julian Bojko      | 49:50             | Craig Steadman    | Nicolas Mortreux  |
| 2024        | Albufeira         | Julian Bojko      | 49:50             | Craig Steadman    | Florian Nüßle     |